# Yves Schlirf
Yves Schlirf, né à Uccle (province de Brabant), est un libraire, chroniqueur et éditeur belge.

## Biographie

### Jeunesse et formation
Yves Schlirf naît un 15 avril des années 1950, à Uccle,, une commune bruxelloise. En collaboration avec Éric Coune de la librairie The Skull, il organise quelques festivals de bande dessinée. Il cherche du travail dans ce milieu et ne sachant ni dessiner ni écrire un scénario, il se tourne vers la librairie.

### Schlirfbook (1972 - 2002)
C'est en 1972 qu'il ouvre la librairie SchlirfBook, une des premières librairies belges consacrées à la bande dessinée. Il réalise de nombreux ex-libris et autres produits dérivés estampillés au nom de la librairie. Il y installe la plus petite galerie du monde. Il conservera cette activité jusqu'en 2002, date à laquelle il cède son commerce. À partir de 1984, il appuie les expositions de planches originales à la galerie d'art Michel Wittamer située sur l'avenue Louise.

### DansTip-top(197?)
Il est directeur artistique du fanzine de bande dessinée Tip-top dans lequel il réalise des interviews d'auteurs de bande dessinée tels Christian Denayer, Maurice Tillieux, Bob de Groot, Turk ou encore Berck en 1973.

### Crocodile Édition (1979 - 1981)
Sous le label Crocodile Édition, il endosse le rôle d'éditeur pour Monsieur Bonhomme de Marc Wasterlain, un recueil broché en noir et blanc de récits publiés dans Tintin six ans auparavant en 1979. L'année suivante, il sort La Planète des clowns du même auteur. Il publie le premier album d'André Geerts : Gens de la lune en 1981,.
Ensuite, il éditera sous différents labels Les Carnets volés du Major de Mœbius et Thierry Smolderen en 1983, Le Mystère d'Urbicande de François Schuiten et Benoît Peeters (1985), Et Franquin créa la gaffe de Numa Sadoul en 1986, et la même année Images de chine de Milton Caniff et Smolderen.

### DansSpirou(1980 - 1982)
Sous la houlette du rédacteur en chef Alain De Kuyssche, il fait son entrée dans Spirou avec une rubrique rédactionnelle Faites l'école buissonnière avec Macherot sur Raymond Macherot publiée dans le numéro 2181 en 1980. Il écrit encore BD = Bosse - Darasse sur les auteurs Bosse et Christian Darasse dans le no 2197, La saga de Will à propos de Will dans le no 2201 ou encore dans la rubrique Des nouvelles de la rédaction : L'Homme du bout de la nuit sur le Jess Long d'Arthur Piroton dans le no 2213. Il lance la rubrique Schlirfographie qu'il anime de 1980 à 1981,.

### Aux éditions Dupuis et Glénat
Un jour de 1987, Jean Van Hamme, futur directeur général des éditions Dupuis, demande à Schlirf d'entrer au service de la promotion. Il accepte la proposition et au départ de Van Hamme, il s'en va également. Pour Jacques Glénat, sans titre officiel, il travaille comme « espion » éditorial. En 1989, il épaule Numa Sadoul comme rédacteur en chef-adjoint de la revue Les Cahiers de la bande dessinée. Il cesse ces collaborations par manque de débouchés éditoriaux en Belgique chez Glénat.

### Au sein de Média-Participations
C'est l'attachée de presse Jocelyne Nubourg des éditions Dargaud qui lui propose d'entrer comme directeur littéraire afin de suivre les séries en cours et en voie de publication. 
Quelques années plus tard, il devient directeur éditorial de Dargaud Benelux. Comme responsable du catalogue, il travaille notamment avec Philippe Berthet, Philippe Delaby, Enrico Marini, Ralph Meyer ou encore William Vance. En 2009, il devient également le directeur éditorial des Éditions Blake et Mortimer. En 2018, il est nommé directeur général adjoint pour la Belgique de Dargaud,.

### Kana
En 1997, il crée Kana, la maison d'édition dédiée aux mangas,.
Les séries Le Sommet des dieux de Jirô Taniguchi et Baku Yumemakura, et Number Five de Taiyō Matsumoto inaugurent la collection « Made in Japan » en mars 2004,. Comme patron de Kana et responsable éditorial de Dargaud Benelux, il publie 16 des 50 best-sellers de la bande dessinée en 2007.

## Publications

### Ouvrages
- Yves Schlirf, Éliane Bar, Jean-Louis Carette, Serge Algoet et al., Argus des planches originales de bandes dessinées : 1re édition 1986-1987, Bruxelles, Chambre belge des experts en bande dessinée ; Ansaldi, 1er janvier 1986, 94 p., ill. ; 20 cm (ISBN 9782871370116 et 2871370117, OCLC 1346727291).
- Patrick Gaumer (préf. Yves Schlirf), Monographie William Vance : entretiens avec Patrick Gaumer, Bruxelles, Dargaud Benelux, 1er décembre 2023, 408 p., ill. ; 24,8 cm (ISBN 9782505079118 et 2505079110, OCLC 1411558267, présentation en ligne).

### Collections publiques
Le coffret de 10 cartes postales Dix ans c’est un cliché pour fêter les 10 ans de la librairie d’Yves Schlirf : Schlirf Book est conservé à la Maison Autrique et fait partie du patrimoine mobilier de la région Bruxelles-Capitale.

#### Études
- Sylvain Lesage, « La cité obscure. Les libraires-éditeurs bruxellois, de l’invention d’un patrimoine à la recherche d’une modernité : les éditeurs franco-belges et l’album, 1950-1990 », dans Publier la bande dessinée, Presses de l’enssib, 12 mars 2018 (ISBN 9782375460825, présentation en ligne), chap. 6.

#### Livres
- Jacques Fiérain, « Schlirf, Yves », dans La BD à Bruxelles et en Brabant, Charleroi, Éd. l'Âge d'or, avril 2003, 144 p., ill. ; 31 cm (ISBN 9782960119664 et 2960119665, OCLC 470388171, présentation en ligne), p. 122. .
- Le 9e Rêve no 6, Bruxelles, Institut Saint-Luc de Bruxelles, École de recherche graphique, 2006, 144 p. (présentation en ligne), p. 21, 71.
- François Deneyer, Petites histoires originales : Un voyage parmi les planches originales de la bande dessinée, Bruxelles, Musée Jijé, 2016, 421 p., ill. ; 31 cm (ISBN 978-2-9601892-0-9 et 2960189205, OCLC 976406053, BNF 45326172, présentation en ligne), p. 112. .

#### Articles
- Hermine Bokhorst, « Yves Schlirf... Bruxellois non peut-être : «Je suis comme Le Prisonnier, je veux toujours m'évader» », Le Soir,‎ 14 juin 1999 (lire en ligne , consulté le 21 mars 2025).
- Didier Pasamonik, « Nos Dossiers Japan Expo 2007 (8e impact) : Les noces de Kana », ActuaBD,‎ 6 juillet 2007 (lire en ligne, consulté le 21 mars 2025).
- Philippe Capart, « La bombe manga ! », La Crypte Tonique, no 0,‎ septembre-octobre 2011, p. 29 (présentation en ligne)
- Anne-Laure Walter, « Dossier Mangas : les éditeurs contre-attaquent », Livres Hebdo,‎ 12 février 2016 (lire en ligne , consulté le 21 mars 2025).

#### Interviews
- Yves Schlirf (interviewé par Shun), « Interview du directeur de collection de Kana », Mangavore,‎ 3 mars 2004 (lire en ligne, consulté le 21 mars 2025).
- Yves Schlirf (interviewé par Didier Pasamonik), « Nos Dossiers Japan Expo 2007 (8e impact) : Yves Schlirf : « Le secteur des mangas restera toujours puissant ». », ActuaBD,‎ 7 juillet 2007 (lire en ligne, consulté le 21 mars 2025).
- Yves Schlirf (interviewé par Alain Lorfèvre), « Profession: éditeur de mangas : Entretien », La Libre Belgique,‎ 21 mai 2009 (lire en ligne, consulté le 21 mars 2025).
- François Perrot et Yves Schlirf (interviewés), « Tout sur la reprise de XIII par le papa d'Alpha », Casemate, no 27,‎ juin 2010, p. 50-58 (ISSN 1964-504X).
- Yves Schlirf (interviewé par Daniel Couvreur), « L'éditeur Yves Schlirf : La Belgique francophone a encore des difficultés à sortir de la BD traditionnelle », Lectures, Centre de lecture publique de la Communauté française, no 175,‎ mars - avril 2012, p. 43-46 (lire en ligne, consulté le 24 juin 2025).
- Yves Schlirf (interviewé par Frédéric Bosser), « Blake et Mortimer : Yves Schlirf L'homme de l'ombre... », dBD, no 79,‎ décembre 2013 - janvier 2014, p. 42-46 (ISSN 1951-4050).
- Yves Schlirf (interviewé par Frédéric Bosser), « Hommages - William Vance : L'homme qui se cachait pour dessiner », dBD, no 125,‎ juillet-août 2018, p. 16-17 (ISSN 1951-4050).
- Yves Schlirf (interviewé par Charles-Louis Detournay), « Interviews : Yves Schlirf : « Je veux éviter toute lassitude possible pour le lecteur de Blake et Mortimer » », ActuaBD,‎ 19 novembre 2018 (lire en ligne, consulté le 21 mars 2025).

### Émissions de radio
- mainstream, émission L'Histoire continue présentée par Bertrand Henne et Hélène Maquet, intervenants : Yves Schlirf et Olivier Fallaix sur La Première via Auvio , (44 min 14 s), 2 mai 2024.

### Vidéographie
- [vidéo] « Interview - Yves Schlirf - (1/2) - Fnac Paris Forum », sur YouTube, 13 juillet 2010
- [vidéo] « Interview - Yves Schlirf - (2/2) - Fnac Paris Forum », sur YouTube, 16 juillet 2010
- [vidéo] « Salon du livre », sur YouTube, 2 juillet 2012
- [vidéo] « [Talk-show Mangacast no 35 : Kana, retour sur 20 ans d’édition de manga] », sur YouTube, 16 juin 2016